# 2018年國家領導人列表
本列表列出2018年各國家的最高领导人、國家元首、政府首腦及其他重要領導人。

## 非洲
- 阿尔及利亚
  - 總統 – 阿卜杜勒-阿齊茲·布特弗利卡（1999年–2019年）[1]
  - 總理 – 艾哈迈德·乌叶海亚（2017年–2019年）[2]
- 安哥拉
  - 總統 – 若昂·洛倫索（2017年–現今）[3]
- - 總統 – 帕特里斯·塔隆（2016年–現今）[4]
- - 總統 – 
    1. 伊恩·卡馬（2008年–2018年）[5]
    2. 莫克格威茨·馬西西（2018年–現今）[6][7]
- 布吉納法索
  - 總統 – 羅克·馬克·克里斯蒂安·卡波雷（2015年–2022年）[8]
  - 總理 – 保羅·卡巴·鐵巴（2016年–2019年）[9][10]
- - 總統 – 皮埃爾·恩庫倫齊扎（2005年–2020年）[11][12][13][14]
- 喀麦隆
  - 總統 – 保羅·比亞（1982年–現今）[15][16][17][18]
  - 總理 – 菲利蒙·楊（2009年–現今）
- - 總統 – 豪爾赫·卡洛斯·豐塞卡（2011年–2021年）
  - 總理 – 烏利塞斯·科雷亞·席爾瓦（2016年–現今）
- 中非
  - 總統 – 福斯坦-阿爾尚熱·圖瓦德拉（2016年–現今）
  - 總理 – 森普利斯·蘇旺吉（英语：Simplice Sarandji）（2016年–2019年）
- - 總統 – 中非共和國總理（1990年–2021年）
  - 總理 – 阿爾貝·帕希米·帕達凱（英语：Albert Pahimi Padacké）（2016年–現今）
- - 總統 – 阿扎利·阿蘇馬尼（2016年–現今）
- 刚果共和国
  - 總統 – 德尼·薩蘇-恩格索（1997年–現今）
  - 總理 – 克萊門特·穆安巴（2016年–2021年）
- 刚果民主共和国
  - 總統 – 約瑟夫·卡比拉（2001年–2019年）
  - 總理 – 布魯諾·奇巴拉（2017年–2019年）
- - 總統 – 伊斯梅爾·奧馬爾·蓋萊（1999–現今）
  - 總理 – 阿卜杜勒卡德爾·卡米爾·穆罕默德（英语：Abdoulkader Kamil Mohamed）（2013年–現今）
- 埃及
  - 總統 – 阿卜杜勒-法塔赫·塞西（2014年–現今）
  - 總理 – 
    1. 謝里夫·伊斯梅爾（2015年–2018年）
    2. 穆斯塔法·馬布里（2018年—現今）
- 赤道几内亚
  - 總統 – 特奧多羅·奧比昂·恩圭馬·姆巴索戈（1979年–現今）
  - 總理 – 弗朗西斯科·帕斯奎爾·歐巴馬·阿蘇埃（2016年–現今）
- - 總統 – 伊薩亞斯·阿費沃爾基（1991年–現今）[a]
- 衣索比亞
  - 總統 – 穆拉圖·特肖梅（2013年–現今）
  - 總理 –
    1. 海爾馬里亞姆·德薩萊尼（2012年–2018年）
    2. 阿比·艾哈邁德（2018年—現今）
- 加彭
  - 總統 – 阿里·邦戈·翁丁巴（2009–現今）
  - 總理 – 埃馬紐埃爾·伊索澤-恩貢戴（2016年–2019年）
- - 總統 – 阿達馬·巴羅（2017年–現今）
- - 總統 – 納納·阿庫福-阿多（2017年–現今）
- 几内亚
  - 總統 – 阿爾法·孔戴（2010年–2021年）
  - 總理 –
    1. 馬馬迪·尤拉（2015年–2018年）
    2. 易普拉西瑪·卡索利·福法納（2018年—2021年）
- - 總統 – 若澤·馬里奧·瓦斯（2014年–2019年）
  - 總理 – 
    1. 烏馬羅·西索科·恩巴洛（2016年—2018年）
    2. 阿圖爾·席爾瓦（英语：Artur Silva）（2018年）
    3. 阿里斯蒂德斯·戈梅斯（2018年—2020年）
- - 總統 – 阿拉薩內·瓦塔拉（2010年–現今）
  - 總理 – 阿馬杜·戈恩·庫里巴利（2017年–2020年）
- - 總統 – 烏胡魯·肯雅塔（2013年–現今）
- 賴索托
  - 國王 – 萊齊耶三世（1996年–現今）
  - 總理 – 湯姆·塔巴內（2017年–2020年）
- 利比里亚
  - 總統 – 
    1. 埃倫·約翰遜·瑟利夫（2006年–2018年）
    2. 佐治·韋亞（2018年—現今）
- 利比亞 [b]
  -  利比亞國民代表大會
    - 主席  - 阿基拉·薩拉赫·伊薩（2014年–2021年）
    - 總理  – 阿卜杜拉·薩尼（2014年–2021年）

  -  利比亞民族政府
    - 主席  – 法耶茲·薩拉傑（2016年–2021年）
    - 總理 – 法耶茲·薩拉傑（2016年–2021年）
- 马达加斯加
  - 總統 –
    1. 埃里·拉喬納里馬曼皮亞尼納（2014年–2018年）
    2. 里武·拉库图沃（2018年–2019年）

  - 總理 –
    1. 奧利維爾·馬哈法利·索隆南卓沙那（2016年–2018年）[19]
    2. 克里斯蒂安·恩蔡（2018年—現今）
- 马拉维
  - 總統 – 彼得·穆塔里卡（2014年–2020年）
- - 總統 – 易卜拉欣·布巴卡爾·凱塔（2013年–2020年）
  - 總理 – 阿卜杜拉耶·伊德里薩·馬伊加（2017年–2019年）
- 毛里塔尼亚
  - 總統 –
    1. 穆罕默德·烏爾德·阿卜杜勒-阿齊茲（2009年–2018年）
    2. 巴倫·比亞普利（英语：Barlen Vyapoory）（2018年–2019年）

  - 總理 –
    1. 葉海亞·烏爾德·哈達明（英语：Yahya Ould Hademine）（2014年–2018年）
    2. 穆罕默德·薩利姆·烏爾德·巴希爾（英语：Mohamed Salem Ould Béchir）（2018年–2019年）
- 模里西斯
  - 總統 –
    1. 阿梅娜·古里布（英语：Ameenah Gurib）（2015年–2018年）
    2. 巴倫·比亞普利（英语：Barlen Vyapoory）（2018年–2019年）

  - 總理 – 普拉文·賈諾斯（英语：Pravind Jugnauth）（2017年–現今）
- 摩洛哥
  - 国王 – 穆罕默德六世（1999年–現今）
  - 首相 – 薩杜丁·歐斯曼尼（2017年–2021年）
- 莫桑比克
  - 總統 – 菲利佩·紐西（2015年–現今）
  - 總理 – 卡洛斯·多羅薩里奧（2015年–2022年）
- 纳米比亚
  - 總統 – 哈格·根哥布（2015年–現今）
  - 總理 – 莎拉·庫岡吉爾瓦（2015年–現今）
- 尼日尔
  - 總統 – 穆罕默杜·伊素福（2011年–2021年）
  - 總理 – 布里吉·拉菲尼（2011年–2021年）
- 奈及利亞
  - 總統
    - 穆罕默杜·布哈里（2015年–現今）
    - 耶米·奧辛巴喬（英语：Yemi Osinbajo）（2017年）
- 邦特蘭 [c]
  - 總統 – 阿卜迪韋利·穆罕默德·阿里（英语：Abdiweli Mohamed Ali）（2014年–2019年）
- 卢旺达
  - 總統 – 保羅·卡加梅（2000年–現今）
  - 總理 – 愛德華·恩吉伦特（英语：Edouard Ngirente）（2017年–現今）
- 圣赫勒拿、阿森松和特里斯坦-达库尼亚 （英國海外領地）
  - 總督 – 麗莎·菲利普斯（2016年–2019年）
- 聖多美和普林西比
  - 總統 – 埃瓦里斯托·卡瓦略（2016年–2021年）
  - 總理 –
    1. 帕特里斯·特羅瓦達（2014年–2018年）
    2. 若热·博姆·热苏斯（英语：Jorge Bom Jesus）（2018年–現今）
- 塞内加尔
  - 總統 – 麥基·薩勒（2012年–現今）
  - 總理 – 穆罕默德·迪奧納（英语：Mohammed Dionne）（2014年–2019年）
- 塞舌尔
  - 總統 – 丹尼·福爾（2016年–2020年）
- - 總統 –
    1. 歐內斯特·巴伊·科羅馬（2007年–2018年）
    2. 朱利葉斯·馬達·比奧（2018年—現今）

  - 首席部長 – 大衛·J·法蘭西斯（英语：David J. Francis (politician)）（2018年—2021年）
- - 總統 – 穆罕默德·阿卜杜拉·法馬約（2017年–現今）
  - 總理 – 海珊‧海爾（2017年–2020年）
- 索馬利蘭 （不受其他國家承認）
  - 總統 – 繆斯·比希·阿卜迪（2017年–現今）
- 南非
  - 總統 – 
    1. 雅各布·祖瑪（2009年–2018年）
    2. 西里爾·拉馬福薩（2018年–現今）
- 南蘇丹 [d]
  - 總統 – 薩爾瓦·基爾·馬亞爾迪特（2005年–現今）
- 苏丹
  - 總統 – 奧馬爾·巴希爾（1989年–2019年）
  - 總理 –
    1. 巴克里·哈桑·薩利赫（2017年–2018年）
    2. 莫塔茲·穆薩（2018年–2019年）
- - 國王 – 姆斯瓦蒂三世（1986年–現今）
  - 總理 –
    1. 巴納巴斯·西布西索·德拉米尼（英语：Barnabas Sibusiso Dlamini）（2008年–2018年）
    2. 文森特·姆蘭加（英语：Vincent Mhlanga）（2018年）
    3. 安布羅斯·曼德武洛·德拉米尼（2018年–2020年）
- 坦桑尼亚
  - 總統 – 約翰·馬古富利（2015年–2021年）
  - 總理 – 卡西姆·馬嘉尼華（2015年–現今）
- 多哥
  - 總統 – 福雷·納辛貝（2005年–現今）
  - 總理 – 科米·塞隆·克拉蘇（2015年–2020年）
- 突尼西亞
  - 總統 – 貝吉·凱德·埃塞卜西（2014年–2019年）
  - 總理 – 優素福·查希德（2016年–2020年）
- 乌干达
  - 總統 – 約韋里·穆塞韋尼（1986年–現今）
  - 總理 – 魯哈卡納·魯貢達（英语：Ruhakana Rugunda）（2014年–2021年）
- 撒拉威阿拉伯民主共和國 [e]
  - 總統 – 卜拉欣·加利（2016年–現今）
  - 總理 –
    1. 阿卜杜勒-卡迪爾·塔利卜·奧馬爾（2003年–2018年）
    2. 穆罕默德·瓦利·阿齊（2018年—2020年）
- 尚比亞
  - 總統 – 埃德加·倫古（2015年–2021年）
- 辛巴威
  - 總統 – 埃默森·姆南加古瓦（2017年–現今）

## 亞洲
- 阿富汗
  - 總統 – 阿什拉夫·加尼·艾哈迈德扎伊（2014年–2021年）
  - 首席執行官 – 阿卜杜拉·阿卜杜拉（2014年–2020年）
- 巴林
  - 國王 – 哈邁德·本·伊薩·本·薩勒曼·阿勒哈利法（1999年–現今）
  - 首相 – 哈利法·本·薩勒曼·阿勒哈利法（1970年–2020年）[f]
- - 總統 – 阿卜杜勒·哈米德（2013年–現今）
  - 總理 – 謝赫·哈西娜（2009年–現今）
- 不丹
  - 國王 – 吉格梅·凱薩爾·納姆耶爾·旺楚克（2006年–現今）
  - 首相 –
    1. 策林·托傑（2013年–現今）
    2. 策林·旺楚克（2018年）
    3. 羅泰·希林（2018年–現今）
- - 蘇丹 – 哈桑納爾·博爾基亞（1967年–現今）[g]
  - 首相 – 哈桑納爾·博爾基亞（1984年–現今）
- 柬埔寨
  - 國王 – 諾羅敦·西哈莫尼（2004年–現今）
  - 首相 – 洪森（1985年–現今）[h]
- 中华人民共和国
  - 最高领导人：中共中央总书记 － 习近平（2012年－现今）
  - 國家主席 – 習近平（2013年–現今）
  - 國務院總理 – 李克強（2013年–現今）
  -  香港特別行政區
    - 行政长官 － 林郑月娥（2017年－2022年）

  -  澳門特別行政區
    - 行政长官 － 崔世安（2009年－2019年）
- 中華民國 [i]
  - 總統 – 蔡英文（2016年–現今）
  - 行政院院長 – 賴清德（2017年–2019年）
- 东帝汶
  - 總統 – 陶爾·馬坦·魯阿克（2012年–現今）
  - 總理 – 
    1. 魯伊·馬里亞·德·阿勞若（2015年–2018年）
    2. 陶尔·马坦·鲁阿克（2018年–現今）
- 印度
  - 總統 – 拉姆·纳特·科温德（2017年–現今）
  - 總理 – 納倫德拉·莫迪（2014年–現今）
- 印度尼西亞
  - 總統 – 佐科·維多多（2014年–現今）
- 伊朗
  - 最高領袖 – 阿里·哈梅內伊（1989年–現今）
  - 總統 – 哈桑·羅哈尼（2013年–2021年）
- 伊拉克
  - 總統 –
    1. 福阿德·馬蘇姆（2014年–2018年）
    2. 巴爾哈姆·薩利赫（2018年–現今）

  - 總理 –
    1. 海德爾·阿巴迪（2014年–2018年）
    2. 阿迪勒·阿卜杜勒-邁赫迪（2018年–2020年）
- 以色列
  - 總統 – 魯文·里夫林（2014年–2021年）
  - 總理 – 班傑明·納坦尼雅胡（2009年–2021年）
- 日本
  - 天皇 – 明仁（1989—2019年）
  - 內閣總理大臣 – 安倍晉三（2012年–2020年）
- 约旦
  - 國王 – 阿卜杜拉二世（1999年–現今）
  - 首相 –
    1. 哈尼·穆爾基（2016年–2018年）
    2. 奧馬爾·拉扎茲（2018年—2020年）
- - 總統 – 努爾蘇丹·納扎爾巴耶夫（1990年–2019年）
  - 總理 – 巴克特然·薩金塔耶夫（2016年–2019年）
- - 国务委员会委員長 – 金正恩（2012年–現今）
  - 最高人民會議常任委員會委員長 – 金永南（1998年–2019年）
  - 內閣總理 – 朴奉珠（2013年–2019年）
- - 總統 – 文在寅（2017年–2022年）
  - 國務總理 – 李洛淵（2017年–2020年）
- 科威特
  - 埃米爾 – 薩巴赫·艾哈邁德·賈比爾·薩巴赫（2006年–2020年）
  - 總理 – 賈比爾·穆巴拉克·哈馬德·薩巴赫（2011年–2019年）
- - 總統 – 索隆拜·熱恩別科夫（2017年–2020年）
  - 總理 –
    1. 薩帕·伊莎科夫（2017年–2018年）
    2. 穆罕默德卡利·阿布加濟耶夫（2018年—2020年）
- - 國家主席 – 本揚·沃拉吉（2016年–2021年）
  - 總理 – 通倫·西蘇里（2016年–2021年）
- 黎巴嫩
  - 總統 – 米切爾·奧恩（2016年–現今）
  - 總理 – 萨阿德·哈里里（2016年–2020年）
- 马来西亚
  - 最高元首 – 蘇丹莫哈末五世（2016年–2019年）
  - 首相 – 
    1. 纳吉·阿都拉萨（2009年–2018年）
    2. 马哈迪·莫哈末（2018年–2020年）
- 馬爾地夫
  - 總統 – 阿里·阿卜杜拉·萨利赫（2013年–現今）
- 蒙古国
  - 總統 – 哈勒特馬·巴特圖勒嘎（2017年–2021年）
  - 總理 – 扎爾格勒圖勒嘎·額爾登巴特（2016年–2021年）
- 緬甸
  - 總統 – 
    1. 碇喬（2016年–2018年）
    2. 敏瑞（2018年）(代理)
    3. 溫敏（2018年—2021年）

  - 國務資政 – 翁山蘇姬（2016年–2021年）
- 尼泊尔
  - 總統 – 碧雅·戴維·班達里（2015年–現今）
  - 總理 –
    1. 謝爾·巴哈杜爾·德烏帕（2017年–2018年）
    2. 卡德加·普拉萨德·奥利（2018年—2021年）
- 阿曼
  - 蘇丹 – 卡布斯·本·賽義德·阿勒賽義德（1970年–現今）
  - 首相 – 卡布斯·本·賽義德·阿勒賽義德（1972年–現今）
- 巴基斯坦
  - 總統 –
    1. 馬姆努恩·海珊（2013年–2018年）
    2. 阿里夫·艾維（2018年–現今）

  - 總理 –
    1. 沙希德·哈坎·阿巴西（2017年–2018年）
    2. 納賽爾·穆爾克（英语：Nasirul Mulk）（2018年—現今）
    3. 伊姆蘭·汗（2018年—現今）
- 巴勒斯坦
  - 總統 – 馬哈茂德·阿巴斯（2005年–現今）
  - 總理 – 拉米·哈馬達拉（2013年–2019年）
- 菲律賓
  - 總統 – 羅德里戈·杜特蒂（2016年–現今）
- - 埃米爾 – 塔米姆·本·哈邁德·阿勒薩尼（2013年–現今）
  - 首相 – 阿卜杜拉·本·納賽爾·本·哈利法·阿勒薩尼（2013年–2020年）
- 沙烏地阿拉伯
  - 國王 – 萨勒曼·本·阿卜杜勒-阿齐兹·阿勒沙特（2015年–現今）
  - 大臣會議主席 – 萨勒曼·本·阿卜杜勒-阿齐兹·阿勒沙特（2015年–現今）
- 新加坡
  - 總統 – 哈莉瑪·雅各布（2017年–現今）
  - 總理 – 李顯龍（2004年–現今）
- 斯里蘭卡
  - 總統 – 邁特里帕拉·西里塞納（2015年–2019年）
  - 總理 –
    1. 拉尼爾·維克勒馬辛哈（2015年–2018年）
    2. 马欣达·拉贾帕克萨（2018年）
    3. 拉尼爾·維克勒馬辛哈（2018年–2019年）
- 敘利亞
  -  叙利亚
    - 總統 – 巴沙爾·阿薩德（2000年–現今）
    - 總理 – 伊馬德·哈米斯（2016年–2020年）

  -  敘利亞反對派
    - 政府主席 –
      1. 利雅得·赛义夫（2017年–2018年）
      2. 阿卜杜拉赫曼·穆斯塔法（英语：Abdurrahman Mustafa）（2018年–現今）

    - 總理 – 賈瓦德·阿布·哈塔卜（英语：Jawad Abu Hatab）（2016年–2019年）
- - 總統 – 埃莫馬利·拉赫蒙（1992年–現今）
  - 總理 – 科基爾·拉蘇爾佐達（2013年–現今）
- 泰國
  - 國王 – 瑪哈·哇集拉隆功（2016年–現今）
  - 總理 – 帕拉育·詹歐查（2014年–現今）
- 土耳其
  - 總統 – 雷傑普·塔伊普·艾爾多安（2014年–現今）
  - 總理 – 比纳利·耶伊尔德勒姆（2016年–2018年）
- - 總統 – 庫爾班古力·別爾德穆哈梅多夫（2006年–2022年）
- 阿联酋
  - 總統 – 哈利法·本·扎耶德·阿勒納哈揚（2004年–現今）
  - 總理 – 穆罕默德·本·拉希德·阿勒馬克圖姆（2006年–現今）
- - 總統 – 肖開提·米爾則亞耶夫（2016年–現今）
  - 總理 – 阿卜杜拉·阿里波夫（2016年–現今）
- 越南
  - 越共中央總書記 – 阮富仲（2011年–現今）
  - 國家主席 –
    1. 陳大光（2016年–2018年）
    2. 鄧氏玉盛（2018年）
    3. 阮富仲（2018年–2021年）

  - 政府總理 – 阮春福（2016年–2021年）
- 葉門
  -  葉門
    - 總統 – 阿卜杜拉布·曼蘇爾·哈迪（2012年–現今）
    - 總理 –
      1. 艾哈邁德·奧貝德·本·德赫（2016年–2018年）
      2. 邁茵·阿卜杜勒馬利克·賽義德（2018年–現今）

  -  胡塞武裝組織 [j]
    - 總統 – 
      1. 薩利赫·阿里·薩馬德（2016年–2018年）
      2. 邁赫迪·馬沙塔（英语：Mahdi al-Mashat）（2018年—現今）

    - 總理 – 阿普杜勒-阿齊茲·本·哈卜圖爾（英语：Abdel-Aziz bin Habtour）（2016年–現今）

## 歐洲
- 阿布哈茲 [k]
  - 總統 – 勞爾·朱姆科維奇·哈吉姆巴（2014年–現今）
  - 總理 –
    1. 別斯蘭·巴爾齊茨（2016年–2018年）
    2. 根納季·格古里亞（英语：Gennadi Gagulia）（2018年—現今）
- 阿尔巴尼亚
  - 總統 – 伊利爾·梅塔（2017年–現今）
  - 總理 – 埃迪·拉馬（2013年–現今）
- 安道尔
  - 安道爾大公 –
    - 現任 – 霍安·恩里克·比韋斯·西西利亞（2003年–現今）
      - 現任代表 – 約瑟夫·瑪麗亞·毛裡（英语：Josep Maria Mauri）（2017年–現今）

    - 共同現任 – 埃马纽埃尔·马克龙（2017年–現今）
      - 共同現任代表 – 帕特里克·斯特尔佐达（法语：Patrick Strzoda）（2017年–現今）

  - 首相 – 安東尼·馬蒂（2015年–現今）
- 亞美尼亞
  - 總統 –
    1. 謝爾日·薩爾基相（2008年–2018年）
    2. 阿尔缅·萨尔基相（2018年–現今）

  - 總理 – 
    1. 卡倫·卡拉佩特揚（2016年–2018年）
    2. 谢尔日·萨尔基相（2018年）
    3. 卡倫·卡拉佩特揚（2018年）(代理）
    4. 尼科尔·帕希尼扬（2018年—現今）
- 阿爾察赫 [l]
  - 總統 – 巴科·薩哈揚（2007年–現今）
- 奥地利
  - 總統 – 亞歷山大·范德貝倫（2017年–現今）
  - 總理 – 塞巴斯蒂安·库尔茨（2017年–2019年；第一任期）
- - 總統 – 伊利哈姆·阿利耶夫（2003年–現今）
  - 總理 – 
    1. 阿爾圖爾·拉西扎德（2003年–2018年）
    2. 諾夫魯茲·馬馬多夫（2018年—現今）
- 白俄羅斯
  - 總統 – 亞歷山大·格里戈里耶維奇·盧卡申科（1994年–現今）
  - 總理 – 安德烈·科比亞科夫（2014年–現今）
- 比利时
  - 國王 – 菲利普（2013年–現今）
  - 首相 – 夏爾·米歇爾（2014年–2019年）
- - 波斯尼亞和黑塞哥維那主席團
    - 克羅埃西亞代表 – 德拉甘·喬維奇 （2014年–現今）
    - 波士尼亞代表 – 巴基爾·伊澤特貝戈維奇 （2010年–現今）
    - 塞爾維亞代表 – 姆拉登·伊萬尼奇 （2014年–現今；主席：2016年–現今）

  - 會議主席 – 戴尼斯·兹维兹迪奇（2015年–現今）
  - 高級代表 – 瓦倫丁·因茲科（英语：Valentin Inzko）（2009年–現今）
- 保加利亚
  - 總統 – 魯門·拉德夫（2017年–現今）
  - 總理 – 博伊科·鮑里索夫（2017年–現今）
- - 總統 – 科琳達·格拉巴爾-基塔諾維奇（2015年–現今）
  - 總理 – 安德烈·普蘭科維奇（2016年–現今）
- 賽普勒斯
  - 總統 – 尼科斯·阿納斯塔夏季斯（2013年–現今）
- 捷克
  - 總統 – 米洛什·澤曼（2013年–現今）
  - 總理 – 安德烈·巴比什（2017年–現今）
- 丹麦
  - 女王 – 瑪格麗特二世（1972年–現今）
  - 首相 – 拉爾斯·勒克·拉斯穆森（2015年-2019年）
- 頓涅茨克人民共和國 （有限承認國家）
  - 總統 – 亞歷山大·弗拉基米羅維奇·扎哈爾琴科（2014年–現今）
  - 總理 – 亞歷山大·弗拉基米羅維奇·扎哈爾琴科（2014年–現今）
- 爱沙尼亚
  - 總統 – 克尔斯季·卡柳莱德（2016年–現今）
  - 總理 – 尤里·拉塔斯（2016年–現今）
- 芬兰
  - 總統 – 紹利·尼尼斯托（2012年–現今）
  - 總理 – 尤哈·西比莱（2015年–2019年）
- 法國
  - 總統 – 埃馬紐埃爾·馬克龍（2017年–現今）
  - 總理 – 愛德華·菲利普（2017年–現今）
- - 總統 – 
    1. 格奧爾基·馬爾格韋拉什維利（2013年–2018年）
    2. 薩洛梅·祖拉比什維利（2018年-現今）

  - 總理 –
    1. 喬治·科維利卡什維利（2015年–2018年）
    2. 馬穆卡·巴赫塔澤（2018年—現今）
- 德国
  - 總統 – 弗兰克-瓦尔特·施泰因迈尔（2017年–現今）
  - 總理 – 安格拉·梅克爾（2005年–現今）
- 直布罗陀 （英國海外領地）
  - 總督 – 艾德·戴維斯（2016年–現今）
  - 首席部長 – 費比安·皮卡多（英语：Fabian Picardo）（2011年–現今）
- 希腊
  - 總統 – 普羅科皮斯·帕夫洛普洛斯（2015年–現今）
  - 總理 – 阿列克西斯·齊普拉斯（2015年–2019年）
- 根西 （英國皇家屬地）
  - 副總督（英语：Lieutenant Governor of Guernsey） – 伊恩·科德（英语：Ian Corder）（2016年–現今）
  - 政策和資源委員會主席（英语：Policy and Resources Committee of Guernsey） – 加文·聖皮雅（2016年–現今）
- 匈牙利
  - 總統 – 阿戴爾·亞諾什（2012年–現今）
  - 總理 – 奧班·維克多（2010年–現今）
- 冰島
  - 總統 – 古德尼·約翰內森（2016年–現今）
  - 總理 – 卡特琳·雅各布斯多蒂爾（2017年–現今）
- 愛爾蘭
  - 總統 – 麥克·希金斯（2011年–現今）
  - 總理 – 李歐·瓦拉德卡（2017年–現今）
- 马恩岛（英國皇家屬地）
  - 副總督 – 理察·戈茲尼（英语：Richard Gozney）（2016年–現今）
  - 首席部長 – 霍華德·奎爾（英语：Howard Quayle）（2016年–現今）
- 義大利
  - 總統 – 塞爾焦·馬塔雷拉（2015年–現今）
  - 總理 –
    1. 保羅·真蒂洛尼（2016年–2018年）
    2. 朱塞佩·孔特（2018年—現今）
- 澤西（英國皇家屬地）
  - 副總督（英语：Lieutenant Governor of Jersey） – 斯蒂芬·道爾頓（英语：Sir Stephen Dalton）（2017年–現今）
  - 首席部長 –
    1. 伊恩·戈斯特（英语：Ian Gorst）（2011年–2018年）
    2. 小約翰·勒·方德爾（英语：John Le Fondré Jr）（2018年—現今）
- 科索沃 [m]
  - 總統 – 哈辛·塔奇（2016年–現今）
  - 總理 – 拉穆什·哈拉迪納伊（英语：Ramush Haradinaj）（2017年–現今）
  - 科索沃聯合國秘書長特別代表（英语：Special representative of the Secretary-General for Kosovo） – 塔寧（英语：Zahir Tanin）（2015年–現今）
- 拉脫維亞
  - 總統 – 萊伊蒙茨·維尤尼斯（2015年–2019年）
  - 總理 – 馬里斯·古金斯基（2016年–現今）
- 列支敦斯登
  - 親王 – 漢斯·亞當二世（1989年–現今）
  - 攝政王 – 阿洛伊斯王儲（2004年–現今）
  - 首相 – 阿德里安·哈斯勒（2013年–現今）
- 立陶宛
  - 總統 – 達利婭·格里包斯凱特（2009年–2019年）
  - 總理 – 薩烏留斯·思科威爾內里（2016年–現今）
- 盧甘斯克人民共和國（有限承認國家）
  - 總統 – 列昂尼德·帕斯特爾納克（2017年–現今）（代理）
  - 總理 – 謝爾蓋·科茲洛夫（2015年–現今）
- 盧森堡
  - 大公 – 亨利（2000年–現今）
  - 首相 – 格扎维埃·贝泰尔（2013年–現今）
- 北馬其頓
  - 總統 – 格奧爾基·伊萬諾夫（2009年–現今）
  - 總理 – 佐蘭·薩耶夫（2017年–現今）
- 馬爾他
  - 總統 – 瑪麗·路易斯·科勒略·普雷卡（2014年–現今）
  - 總理 – 约瑟夫·穆斯卡特（2013年–現今）
- 摩尔多瓦
  - 總統 – 伊戈爾·多東（2016年–現今）
  - 總理 – 巴維爾·菲利普（2016年–2019年）
- 摩納哥
  - 親王 – 阿爾貝二世（2005年–現今）
  - 國務大臣 – 塞爾日·特勒（2016年–現今）
- 蒙特內哥羅[n]
  - 總統 – 
    1. 菲利普·武亞諾維奇（2003年–2018年）
    2. 米洛·久卡諾維奇（2018年—現今）

  - 總理 – 杜什科·馬爾科維奇（2016年–現今）
- 荷兰王国
  - 國王 – 威廉-亞歷山大（2013年–現今）
  -  荷蘭 （荷蘭構成國）
    - 首相 – 馬克·呂特（2010年–現今）
- 北賽普勒斯[o]
  - 總統 – 穆斯塔法·阿肯哲（2015年–現今）
  - 總理 –
    1. 侯赛因·厄兹居尔京（2016年–2018年）
    2. 图凡·埃尔许尔曼（2018年—現今）
- 挪威
  - 國王 – 哈拉德五世（1991年–現今）
  - 首相 – 埃爾娜·索爾伯格（2013年–現今）
- 波蘭
  - 總統 – 安傑伊·杜達（2015年–現今）
  - 總理 – 馬特烏什·莫拉維茨基（2017年–現今）
- 葡萄牙
  - 總統 – 馬塞洛·雷貝洛·德索薩（2016年–現今）
  - 總理 – 安東尼奧·科斯塔（2015年–現今）
- 羅馬尼亞
  - 總統 – 克勞斯·約翰尼斯（2014年–現今）
  - 總理 –
    1. 米哈伊·圖多斯（2017年–2018年）
    2. 米哈伊·菲福尔（2018年）
    3. 維奧麗卡·丹西拉（2018年-2019年）
- 俄羅斯
  - 總統 – 佛拉迪米爾·佛拉迪米羅維奇·普丁（2012年–現今）
  - 總理 – 迪米悌·阿納托利耶維奇·梅德維傑夫（2012年–現今）
- 圣马力诺
  - 執政官 –
    1. 敏馬·扎沃利及凡妮莎·德安布羅西奧（2017年–2018年）
    2. 斯特凡諾·帕爾米耶里及馬特奧·奇雅茨（2018年）
- 塞爾維亞
  - 總統 – 亞歷山大·武契奇（2017年–現今）
  - 總理 – 安娜·布爾納比奇（2017年–現今）
- 斯洛伐克
  - 總統 – 安德烈·基斯卡（2014年–現今）
  - 總理 –
    1. 羅伯特·菲喬（2012年–2018年）
    2. 彼得·佩萊格里尼（2018年—現今）
- 斯洛維尼亞
  - 總統 – 博魯特·帕霍爾（2012年–現今）
  - 總理 – 米羅·采拉爾（2014年–現今）
- 南奥塞梯 [p]
  - 總統 – 阿納托利·比比洛夫（2017年–現今）
  - 總理 – 埃里克·普嘉耶夫（英语：Erik Pukhayev）（2017年–現今）
- 西班牙
  - 國王 – 費利佩六世（2014年–現今）
  - 首相 –
    1. 馬里亞諾·拉霍伊（2011年–2018年）
    2. 佩德羅·桑切斯（2018年—現今）
- 瑞典
  - 國王 – 卡爾十六世·古斯塔夫（1973年–現今）
  - 首相 – 斯蒂凡·洛夫文（2014年–現今）
- 瑞士
  - 瑞士聯邦委員會委員 – [q]

- 多麗絲·洛伊特哈德 （2006年–現今；現任總統，2017年）
- 於利·毛雷爾 （2009年–現今）
- 迪迪埃·布爾克哈爾特 （2009年–2017年）
- 約翰·施耐德-阿曼 （2010年–現今）
- 約翰·施耐德-阿曼 （2010年–現今）
- 阿蘭·貝爾賽 （2012年–現今）
- 蓋伊·帕爾莫蘭 （2016年–現今）
- 伊尼亚齐奥·卡西斯（2017年–現今）

- 德涅斯特河沿岸 [r]
  - 總統 – 瓦迪姆·克拉斯諾謝利斯基（2016年–現今）
  - 總理 – 亞歷山大·馬丁諾夫（2016年–現今）
- 乌克兰
  - 總統 – 彼得·波洛申科（2014年–2019年）
  - 總理 – 弗拉基米爾·格羅伊斯曼（2016年–2019年）[20]
- 英国
  - 女王 – 伊麗莎白二世（1952年–2022年）
  - 首相 – 德蕾莎·梅伊（2016年–2019年）
- 梵蒂冈
  - 教宗 – 方濟各（2013年–現今）
  - 委員會主席 – 朱塞佩·貝德羅（2011年–現今）
  - 宗座
    - 國務樞機卿 – 伯多祿·帕羅林（2013年–現今）

## 北美洲
- （英國海外領地）
  - 總督（英语：Governor of Anguilla） – 蒂姆·科爾（英语：Tim Foy）（2017年–現今）
  - 首席部長 – 維克多·班克斯（英语：Victor Banks）（2015年–現今）
- 安地卡及巴布達
  - 君主 – 伊麗莎白二世（1981年–2022年）
  - 總督 – 羅德尼·威廉斯（2014年–現今）
  - 安地卡及巴布達總理 – 加斯東·布朗恩（2014年–現今）
- 阿鲁巴 （荷蘭構成國）
  - 阿魯巴政府首腦（英语：Governor of Aruba） – 阿方索·博浩特（英语：Alfonso Boekhoudt）（2017年–現今）
  - 首相 – 伊芙琳·韋弗-克洛斯（2017年–現今）
- 巴哈马
  - 君主 – 伊麗莎白二世（1973年–2022年）
  - 總督 – 瑪格麗特·平德林（2014年–2019年）
  - 總理 – 休伯特·明尼斯（2017年–現今）
- - 君主 – 伊麗莎白二世（1966年–2021年）
  - 總督 – 菲利普·格里夫斯（2017年–2018年）
  - 總理 – 
    1. 弗羅因德爾·斯圖亞特（2010年–2018年）
    2. 米亞·莫特利（2018年—現今）
- - 君主 – 伊麗莎白二世（1981年–2022年）
  - 總督 – 楊可為（1993年–現今）
  - 總理 – 迪安·奧利弗·巴羅（2008年–現今）
- 百慕大 （英國海外領地）
  - 總督（英语：Governor of Bermuda） – 約翰·蘭金（2016年–現今）
  - 總理 – 愛德華·大卫·伯特（2017年–現今）
- 英屬維爾京群島 （英國海外領地）
  - 總督（英语：Governor of the Virgin Islands） – 奧古斯圖斯·雅斯伯特（英语：Augustus Jaspert）（2017年–現今）
  - 總理 – 奧蘭多·史密斯（英语：Orlando Smith）（2011年–現今）
- 加拿大
  - 君主 – 伊麗莎白二世（1952年–2022年）
  - 總督 – 朱莉·佩迪（2017年–現今）
  - 總理 – 賈斯汀·杜魯多（2015年–現今）
- 开曼群岛 （英國海外領地）
  - 總督（英语：Governor of the Cayman Islands） –
    1. 海倫·吉爾帕特里克（英语：Helen Kilpatrick）（2013年–2018年）
    2. 弗兰兹·曼德逊（英语：Franz Manderson）（2018年）（代理）
    3. 安瓦·邱赫瑞（英语：Anwar Choudhury）（2018年—現今）
      -         -           1. 弗兰兹·曼德逊（英语：Franz Manderson）（2018年—現今）（代理）

  - 總理 – 奧爾登·麥克勞克林（英语：Alden McLaughlin）（2013年–現今）
- - 總統 –
    1. 路易斯·吉列爾莫·索利斯（2014年–2018年）
    2. 卡洛斯·阿爾瓦拉多·奎沙達（2018年—現今）
- 古巴
  - 古共中央第一書記 – 勞爾·卡斯特羅（2011年–現今）
  - 國務委員會主席 – 
    1. 勞爾·卡斯特羅（2008年–2018年）
    2. 米格爾·迪亞斯-卡內爾（2018年–現今）

  - 部長會議主席 –
    1. 勞爾·卡斯特羅（2008年–2018年）
    2. 米格爾·迪亞斯-卡內爾（2018年–2019年）
- （荷蘭構成國）
  - 總督 – 露西爾·喬治-沃特（2013年–現今）
  - 總理 – 尤金·禺根雅福（2017年–現今）
- 多米尼克
  - 總統 – 查爾斯·薩瓦林（英语：Charles Savarin）（2013年–現今）
  - 總理 – 羅斯福·斯凱里特（2004年–現今）
- - 總統 – 達尼洛·梅迪納（2012年–現今）
- 薩爾瓦多
  - 總統 – 薩爾瓦多·桑切斯·塞倫（2014年–2019年）
- 格瑞那達
  - 君主 – 伊莉莎白二世（1974年–2022年）
  - 總督 – 塞茜爾・拉格雷納德（英语：Cécile La Grenade）（2013年–現今）
  - 總理 – 基思·米切爾（2013年–現今）
- - 總統 – 吉米·摩拉利斯（2016年–現今）
- 海地
  - 總統 – 喬夫內爾·莫伊斯（2017年–現今）
  - 總理 – 傑克·蓋伊·拉豐唐（2017年–現今）
- - 總統 – 胡安·奧蘭多·埃爾南德斯（2014年–現今）
- 牙买加
  - 君主 – 伊麗莎白二世（1962年–2022年）
  - 總督 – 帕特里克·艾伦 （2009年–現今）
  - 總理 – 安德魯·霍尼斯（2016年–現今）
- 墨西哥
  - 總統 – 恩里克·佩尼亞·涅托（2012年–現今）
- （英國海外領地）
  - 總督 –
    1. 伊麗莎白·卡里埃爾（英语：Elizabeth Carriere）（2015年–2018年）
    2. 林德爾·辛普森（英语：Lyndell Simpson）（2018年）
    3. 安德魯·皮爾斯（英语：Andrew Pearce (diplomat)）（2018年—現今）

  - 總理 – 唐納森·羅密歐（2014年–現今）
- 尼加拉瓜
  - 總統 – 丹尼爾·奧蒂嘉（2007年–現今）
- 巴拿马
  - 總統 – 胡安·卡洛斯·瓦雷拉（2014年–2019年）
- 波多黎各 （美國非建制屬地）
  - 總督 – 瑞奇·羅塞略（2017每—2019年）
- （法國海外領地）
  - 行政長官 – 
    1. 布魯諾·馬格勒斯（法语：Bruno Magras）（2007年–2018年）
    2. Sylvie Feucher（法语：Sylvie Feucher）（2018年—現今）
- 圣基茨和尼维斯
  - 君主 – 伊莉莎白二世（1983年–2022年）
  - 總督 – 塔普利·西頓（2015年–現今）
  - 總理 – 提摩西·哈里斯（2015年–現今）
- 圣卢西亚
  - 君主 – 伊莉莎白二世（1979年–2022年）
  - 總督 – 內維爾·塞納奇（英语：Neville Cenac）（2018年–現今）
  - 總理 – 艾倫·切斯特尼（2016年–現今）
- 法属圣马丁 （法國海外領地）
  - 政府主席 – 
    1. 安妮·勞比斯（英语：Anne Laubies）（2015年–2018年）
    2. Sylvie Feucher（法语：Sylvie Feucher）（2018年—現今）

  - 議會主席 – 丹尼爾·吉布斯（英语：Daniel Gibbs）（2017年–現今）
- （法國海外領地）
  - 議會主席 – 
    1. 亨利·吉恩（英语：Henri Jean）（2016年–2018年）
    2. Thierry Devimeux（2018年—現今）

  - 區長 – 斯特凡·阿爾塔納（英语：Stéphane Artano）（2006年–現今）
- - 君主 – 伊莉莎白二世（1979年–2022年）
  - 總督 – 弗雷德里克·巴蘭坦（2002年–2019年）
  - 總理 – 拉爾夫·岡薩爾維斯（2001年–現今）
- 荷屬聖馬丁 （荷蘭構成國）
  - 總督（英语：Governor of Sint Maarten） – 尤金·何力特（英语：Eugene Holiday）（2010年–現今）
  - 總理 – 
    1. 拉斐爾·博斯曼（英语：Rafael Boasman）（2017年–2018年）
    2. 萊昂納·馬蘭-羅梅奧（2018年-2019年）
- 千里達及托巴哥
  - 總統 – 
    1. 安東尼·卡莫納（2013年–2018年）
    2. 寶拉-梅·維克斯（2018年—現今）

  - 總理 – 基思·羅利（2015年–現今）
- （英國海外領地）
  - 總督（英语：Governor of the Turks and Caicos Islands） – 約翰·弗里曼（英语：John Freeman (diplomat)）（2016年–現今）
  - 總理 – 夏琳·卡特賴特-羅賓遜（2016年–現今）
- 美国
  - 總統 – 唐納·川普（2017年–現今）
- 美屬維爾京群島 （美國島嶼地區）
  - 總督 – 肯尼斯·馬普（英语：Kenneth Mapp）（2015年–現今）

## 大洋洲
- 美属萨摩亚 （美國海外領地）
  - 總督 – 洛洛·萊塔盧·馬塔拉西·莫利加（2013年–現今）
- - 君主 – 伊麗莎白二世（1952年–2022年）
  - 總督 – 彼得·柯茲葛洛夫（2014年–現今）
  - 總理 – 麥肯·騰博（2015年–現今）
- 圣诞岛 （澳洲印度洋海外領地）
  - 行政官（英语：List of administrative heads of Christmas Island） – 巴里·哈斯（英语：Barry Haase）（2014年–現今）
  - 總督 – 彼得·科斯格羅夫（2014年–現今）
- 科科斯（基林）群島 （澳洲印度洋海外領地）
  - 行政官（英语：List of administrative heads of the Cocos (Keeling) Islands） – 巴里·哈斯（英语：Barry Haase）（2014年–現今）
  - 總督 – 巴尔穆特·皮爾斯（英语：Balmut Pirus）（2015年–現今）
- 庫克群島 （紐西蘭聯繫邦）
  - 女王代表 – 湯姆·馬斯特斯（英语：Tom Marsters）（2013年–現今）
  - 總理 – 亨利·普納（2010年–現今）
- 斐济
  - 總統 – 喬治·孔羅特（2015年–現今）
  - 總理 – 弗蘭克·姆拜尼馬拉馬（2007年–現今）
- 法屬玻里尼西亞 （法國海外領地）
  - 高級總督 – 雷諾·畢達（英语：René Bidal）（2016年–現今）
  - 總督 – 愛德華·弗里奇（2014年–現今）
- 關島 （美國島嶼地區）
  - 總督 – 埃迪·卡爾沃（2011年–現今）
- 基里巴斯
  - 總統 – 塔內希·馬茂（2016年–現今）[21]
- 马绍尔群岛
  - 總統 – 希爾達·海妮（2016年–現今）
- 密克羅尼西亞聯邦
  - 總統 – 彼得·克里斯蒂安（2015年–現今）
- 瑙鲁
  - 總統 – 巴倫·瓦卡（2013年–現今）
- 新喀里多尼亞 （法國海外省和海外領地）
  - 高級專員（英语：List of colonial and departmental heads of New Caledonia） – 梯也爾·拉塔斯特（法语：Thierry Lataste）（2016年–現今）
  - 政府主席 – 菲力毗·熱爾曼（2015年–現今）
- 新西兰
  - 君主 – 伊麗莎白二世（1952年–2022年）
  - 總督 – 帕齊·雷迪（2016年–現今）
  - 總理 – 
    1. 傑辛達·阿德恩（2017年–現今）
    2. 温斯顿·彼特斯（2017年—現今）（代理）
- 纽埃 （紐西蘭聯繫邦）
  - 總理 – 托克·塔拉吉（2008年–現今）
- （美國島嶼地區聯邦體）
  - 總督 – 拉爾夫·托雷斯（2015年–現今）
- 帛琉
  - 總統 – 湯米·雷蒙傑索（2013年–現今）
- - 君主 – 伊麗莎白二世（1975年–2022年）
  - 總督 – 鮑伯·達達（英语：Bob Dadae）（2017年-現今）
  - 總理 – 彼得·奧尼爾（2011年–現今）
- 皮特凯恩群岛 （英國海外領土）
  - 總督（英语：Governor of Pitcairn） –
    1. 羅賓·謝克爾（2017年–2018年）
    2. 勞拉·克拉克（2018年–現今）

  - 市長 – 肖恩·克里斯坦（2014年–現今）
- 萨摩亚
  - 國家元首 – 瓦莱托阿·苏阿劳维二世（2017年–現今）
  - 總理 – 圖伊拉埃帕·薩伊萊萊·馬利埃萊額奧伊（1998年–現今）
- 所罗门群岛
  - 君主 – 伊麗莎白二世（1978年–2022年）
  - 總督 – 弗蘭克·卡布依（英语：Frank Kabui）（2009年–現今）
  - 總理 – 里克·霍尼普韦拉（2017年–現今）
- 托克勞 （紐西蘭屬地）
  - 行政長官（英语：Administrator of Tokelau） – 
    1. 喬納森·金（2017年–2018年）
    2. 羅斯·阿德恩（英语：Ross Ardern）（2018年—現今）

  - 政府首長 –
    1. 阿費加·高額拉法（英语：Afega Gaualofa）（2016年–現今）
- - 國王 – 圖普六世（2012年–現今）
  - 首相 – 阿基利西·波希瓦（2014年–現今）
- - 君主 – 伊麗莎白二世（1978年–2022年）
  - 總督 – 亚科巴·伊塔莱利（英语：Iakoba Italeli）（2010年–現今）
  - 總理 – 埃內爾·索本嘉（2013年–現今）
- - 總統 – 塔利斯·奧貝德·摩西（2017年–現今）
  - 總理 – 夏洛特·薩爾維（2016年–現今）
- （法國海外屬地）
  - 高級行政官 – 讓-弗朗西斯·特雷費爾（2017年–現今）
  - 政府首腦 – 大衛·維爾（英语：David Vergé）（2017年–現今）

## 南美洲
- 阿根廷
  - 總統 – 毛里西奧·馬克里（2015年–現今）
- 玻利维亚
  - 總統 – 埃沃·莫拉萊斯（2006年–現今）
- 巴西
  - 總統 – 米歇爾·特梅爾（2016年–現今）
- 智利
  - 總統 – 
    1. 米歇尔·巴切莱特（2014年–2018年）
    2. 塞巴斯蒂安·皮涅拉（2018年–現今）
- 哥伦比亚
  - 總統 – 胡安·曼努埃爾·桑托斯（2010年–現今）
- - 總統 – 萊寧·莫雷諾（2017年–現今）
- 福克蘭群島 （英國海外屬地）
  - 總督 – 柯林·羅伯茲（2014年–現今）
  - 行政長官 – 巴里·羅蘭（2016年–現今）
- - 總統 – 大衛·A·格蘭傑（英语：David A. Granger）（2015年–現今）
  - 總理 – 摩西·納加木圖（2015年–現今）
- 巴拉圭
  - 總統 – 奧拉西奧·卡特斯（2013年–現今）
- 秘魯
  - 總統 – 
    1. 佩德羅·巴勃羅·庫琴斯基（2016年–2018年）
    2. 马丁·比斯卡拉（2018年—現今）

  - 總理 – 
    1. 費爾南多·薩瓦拉（2016年–2018年）
    2. 塞薩爾·維拉紐瓦（英语：César Villanueva）（2018年—現今）
- 苏里南
  - 總統 – 德西·鮑特瑟（2010年–現今）
- 乌拉圭
  - 總統 – 塔瓦雷·巴斯克斯（2015年–現今）
- 委內瑞拉
  - 總統 – 尼古拉斯·馬杜羅（2013年–現今）

## 外部連結
- CIDOB Foundation（页面存档备份，存于） 政治領導人記錄 （西班牙文）
- Portale Storia 各國領導人列表 （西班牙文）
- Rulers（页面存档备份，存于） 以時間及地區排序的領導人列表 （英文）
- WorldStatesmen（页面存档备份，存于）有關各地領導人的網絡百科全書 （英文）